# Avignone
Avignone (in francese Avignon, in occitano Avinhon) è una città di 91 760 abitanti (al 1º gennaio 2022), situata nella Francia meridionale, nel dipartimento di Vaucluse, di cui è il capoluogo. Si affaccia sulla riva sinistra del Rodano. I suoi abitanti si chiamano avignonesi (avignonnais).

## Geografia fisica

### Clima
| Avignone            | Mesi | Mesi | Mesi | Mesi | Mesi | Mesi | Mesi | Mesi | Mesi | Mesi | Mesi | Mesi | Stagioni | Stagioni | Stagioni | Stagioni | Anno |
| Avignone            | Gen  | Feb  | Mar  | Apr  | Mag  | Giu  | Lug  | Ago  | Set  | Ott  | Nov  | Dic  | Inv      | Pri      | Est      | Aut      | Anno |
| ------------------- | ---- | ---- | ---- | ---- | ---- | ---- | ---- | ---- | ---- | ---- | ---- | ---- | -------- | -------- | -------- | -------- | ---- |
| T. max. media (°C)  | 9,3  | 11,2 | 14,8 | 17,9 | 22,0 | 26,1 | 29,2 | 28,3 | 24,6 | 19,2 | 13,7 | 9,7  | 10,1     | 18,2     | 27,9     | 19,2     | 18,8 |
| T. min. media (°C)  | 1,2  | 2,0  | 4,6  | 7,2  | 11,0 | 14,3 | 16,7 | 16,2 | 13,7 | 9,6  | 5,2  | 2,2  | 1,8      | 7,6      | 15,7     | 9,5      | 8,7  |
| Precipitazioni (mm) | 53   | 61   | 58   | 51   | 55   | 44   | 24   | 45   | 79   | 97   | 70   | 61   | 175      | 164      | 113      | 246      | 698  |

## Origini del nome
Il nome della città risale a circa il VI secolo a.C., quando si trovava nei territori dei Galli Cavari (Aouenion).
Del nome esistono due interpretazioni: "città del vento violento" o "signore del fiume". Altre fonti ne fanno rimontare l'origine al termine celtico mignon ("palude costiera"), preceduto dall'articolo.

## Storia
La frequentazione umana nel sito della città risale al periodo paleolitico. Un villaggio neolitico della "cultura di Chassey" nacque intorno al 3000 a.C. e si sviluppò nel millennio successivo, fino ad occupare una notevole estensione tra le pendici del Rocher des Doms e la riva del fiume.
Fu emporio foceo, con propria monetazione (con il nome di Aoye). All'epoca dei Romani, con il nome di Avenio è citata sotto Augusto tra le città della Gallia; fu colonia latina sotto Claudio e ottenne la cittadinanza romana sotto Adriano. Nell'alto Medioevo fu cittadella avanzata dei Burgundi. Nel 1129 divenne comune indipendente, con governo presieduto dal vescovo. Alleata di Tolosa, fu presa dal re Luigi VIII di Francia nel 1226, all'inizio della crociata albigese, e le sue mura furono distrutte. Le mura ricostruite furono ancora smantellate quando nel 1251 la città entrò a far parte dei domini del duca di Angiò.
Avignone è conosciuta come antica città papale, a seguito della scelta di papa Giovanni XXII nel 1316 di farne la propria sede. Questo periodo è meglio conosciuto col nome di "cattività avignonese". In totale sette papi e due antipapi dello Scisma d'Occidente governarono sul seggio cittadino, risiedendo nel castello detto "Palazzo dei Papi", che fu progressivamente ampliato dai vari pontefici:
- Clemente V (1305-1314) (portò inizialmente la sede papale da Poitiers a Carpentras nel 1313, lasciando ad Avignone la corte)
- Giovanni XXII (1316-1334) (portò definitivamente la sede papale ad Avignone nel 1316)
- Benedetto XII (1334-1342)
- Clemente VI (1342-1352)
- Innocenzo VI (1352-1362)
- Urbano V (1362-1370)
- Gregorio XI (1370-1378)
- antipapa Clemente VII (1378-1394)
- antipapa Benedetto XIII (1394-1423)

Il 20 agosto 1372 ad Avignone venne firmato il famoso trattato di pace tra Giovanna I di Napoli e Federico IV di Aragona, con l'assenso di Papa Gregorio XI, che pose fine al conflitto dei Vespri siciliani.
Dopo la partenza dei papi, la città - che continuò, con il circostante Contado Venassino, a fare parte dello Stato della Chiesa - fu governata da un legato pontificio e poi da vice-legati. Come exclave straniera in Francia beneficiò di un notevole ruolo in campo commerciale e finanziario.
Il 12 settembre 1791, durante la rivoluzione francese, la città venne annessa alla Francia in seguito a un referendum, annessione confermata nel 1797 dal Trattato di Tolentino. Nel XIX secolo divenne capoluogo di un dipartimento a vocazione prevalentemente agricola. Alla fine dello stesso secolo si ebbe una rinascita culturale provenzale, che culminò con l'assegnazione a Frédéric Mistral del Premio Nobel per la letteratura nel 1904.
La vocazione turistica si sviluppò soprattutto dopo la creazione del festival teatrale nel 1948.

## Monumenti e luoghi d'interesse
La città è circondata dalle mura difensive e le sue case antiche hanno grande fascino. Il Palazzo dei Papi e il ponte di Avignone (pont Saint-Bénezet), uno dei simboli della città, fanno parte dei Patrimoni mondiali dell'umanità dell'UNESCO.

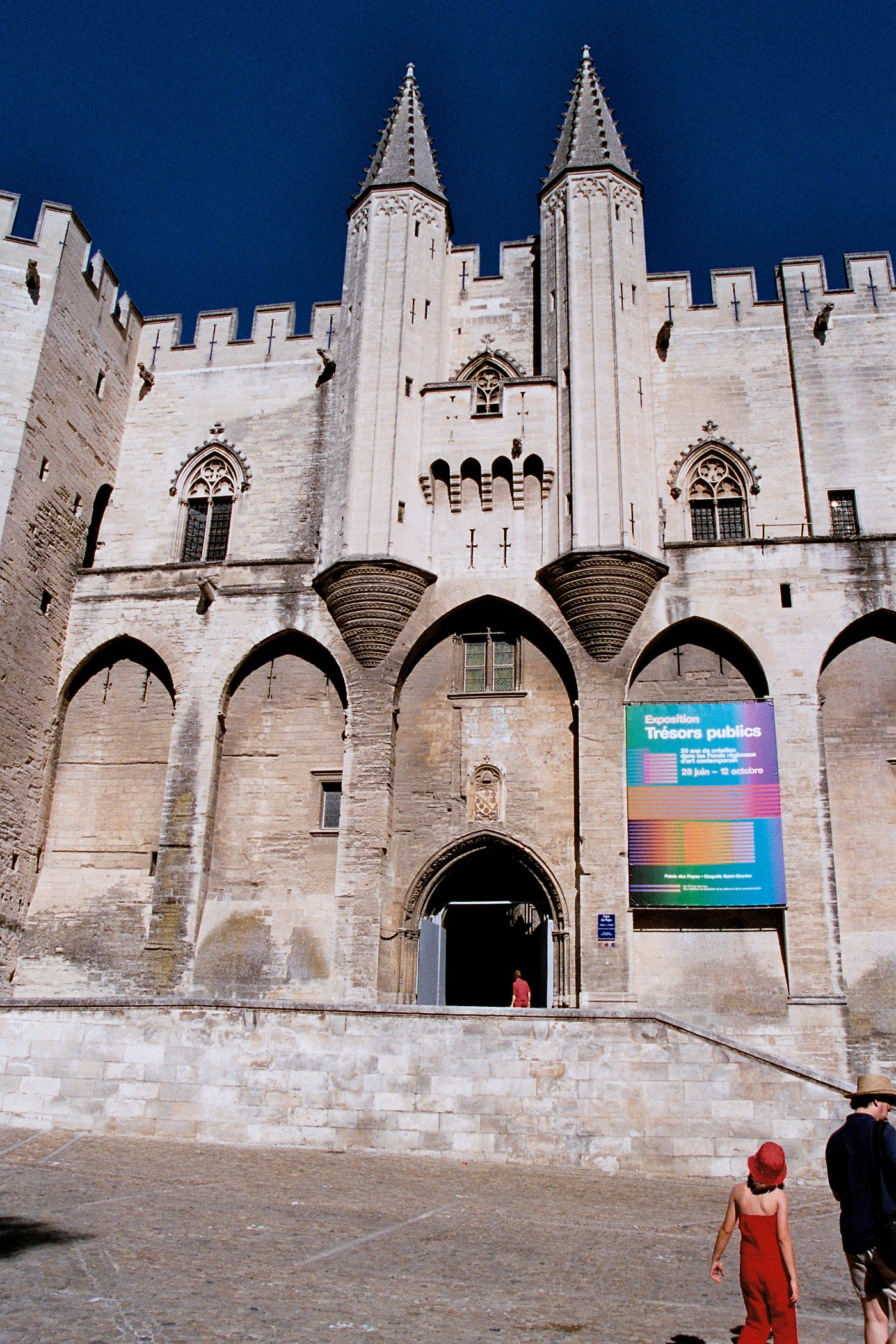
Palazzo dei papi

### Architetture religiose
- Cattedrale di Notre-Dame des Doms d'Avignon: è l'unico edificio romanico (XII secolo) interamente conservato della città. Custodisce un organo, dalla notevole cassa dorata, costruito nel 1820 dall'organaro italiano Lodovico Piantanida.
- Abbazia di Saint-Ruf: fondata fuori le mura in epoca carolingia su un edificio di culto più antico, fu ricostruita nel 1039 da una comunità di canonici. Restano le rovine della chiesa romanica, della seconda metà del XII secolo.
- Chiesa di Saint-Didier: interamente ricostruita tra il 1356 e il 1359 in stile gotico provenzale e a navata unica, conserva affreschi dell'epoca[7].
- Palazzo Ceccano: nel periodo papale furono edificati nella città molti palazzi di grandi dignitari ecclesiastici, tra i quali si distingue il palazzo Ceccano, edificato intorno al 1340 dal Cardinale Annibaldo da Ceccano.
- Petit Palais: costruito come residenza cardinalizia, divenne in seguito sede arcivescovile. Deve il suo aspetto attuale alla ricostruzione del 1481-1495, voluta dall'arcivescovo-legato Giuliano della Rovere, futuro Papa Giulio II.
- Musée du Petit Palais: ubicato all'interno del Petit Palais, ospita una pinacoteca di opere realizzate da artisti italiani durante il Medioevo e all'inizio del Rinascimento, che costituisce una tra le più prestigiose collezioni di questo genere fuori dai confini italiani. Il museo conserva importanti dipinti e sculture di artisti avignonesi realizzate dal XII al XV secolo. Di pregevole fattura il monumento funebre al Cardinale La Grange.
- Chiesa di Saint-Pierre: la facciata, in stile gotico flamboyant, risale al primo quarto del XVI secolo. Le porte in legno scolpito sono del 1551. Nel 2012 Papa Benedetto XVI l'ha elevata al rango di basilica minore.[8]
- Chiesa di Saint-Joseph travailleur: fu edificata nel 1969 dall'architetto Guillaume Gillet in stile contemporaneo.
- Collegiale di Sant'Agricola: chiesa costruita nel VII secolo dal vescovo di Avignone, Sant'Agricola, fu elevata al rango di collegiata da papa Giovanni XXII nel 1321. Dal 1980 l'edificio è classificato come monumento storico di Francia.

### Architetture civili

#### Il Palazzo dei Papi
Il Palazzo dei Papi fu contemporaneamente residenza papale, luogo di culto, fortezza e sede amministrativa.
Clemente V al suo arrivo ad Avignone si era insediato nel vasto Convento dei predicatori, sulle rive del fiume, mentre il suo successore Giovanni XXII, che era stato vescovo della città, si trasferì nel suo vecchio palazzo episcopale, che fece ingrandire e ridecorare, aggiungendovi sul lato sud una sala di udienza. Trasformò inoltre l'antica chiesa di Santo Stefano, sul fianco sinistro della cattedrale, in cappella pontificale. A partire dal 1334 Benedetto XII intraprese grandi lavori nel palazzo, incaricandone Pierre Poisson. Inizialmente fu costruita una grande torre a sud del vecchio palazzo episcopale e una nuova grande cappella pontificale su due livelli sovrapposti. Successivamente verso nord vennero costruite le ali degli appartamenti privati e la torre dello Studio. Contemporaneamente venivano progressivamente distrutte le altre ali del palazzo più antico, sostituite da nuovi corpi di fabbrica, articolati ciascuno intorno ad un cortile: ad est gli ambienti ufficiali della corte, a ovest gli alloggi dei familiari, a sud i vasti appartamenti per gli ospiti. I lati sud e est furono fortificati da un possente bastione.
Clemente VI ingrandì ancora il palazzo: fu costruita la torre del Guardaroba che si addossava alla precedente torre del Papa e fu affidato l'incarico di costruire nuovi corpi di fabbrica verso sud e ovest a Jean de Louvres, originario della regione parigina, che realizzò a partire dal 1345 l'ala meridionale, con la Grande Audience e la Grande Chapelle, e l'ala ovest per alloggiare i principali dignitari della corte. A quest'epoca risale la maggior parte delle decorazioni del palazzo: il pittore Matteo Giovannetti e la sua bottega crearono i cicli di affreschi sui temi della grandezza della Chiesa e sui legami tra Roma e Avignone. Negli appartamenti privati del papa altri pittori non identificati realizzarono una decorazione naturalistica inedita, che rappresentava una foresta con le attività di caccia e pesca.
Sotto Innocenzo VI furono costruite le torri di san Lorenzo e della Grazia e sotto Urbano V creò la galerie Roma nel giardino superiore.

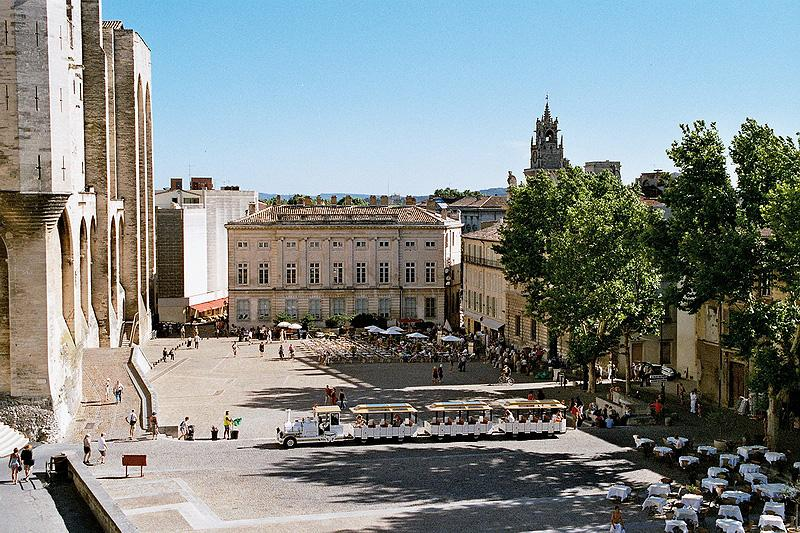
La piazza antistante il Palazzo dei papi

#### Il ponte di Avignone
Il ponte di Saint-Bénezet, secondo la leggenda, fu edificato da un giovane pastore di nome Bénezet per ordine divino. Dapprima il progetto non venne nemmeno considerato dal re cui il pastore aveva chiesto di poterlo costruire, ma infine il re propose di accettare la richiesta di Bénezet a patto che egli riuscisse a spostare un gigantesco masso. L'impresa ebbe buon frutto e il ponte fu edificato. Completato nel 1185 e più volte ricostruito, ne restano oggi solo quattro arcate e una cappella per via di varie inondazioni. Dal ponte di Avignone prende il nome la tradizionale canzone per bambini Sur le pont d'Avignon.

#### Altro
- Il palazzo dei Monnaies è un notevole esempio di architettura barocca, edificato nel 1619. Ospita oggi il conservatorio di musica.
- Il palazzo di Villeneuve-Martignan, costruito tra il 1741 e il 1753 dall'architetto Jean-Baptiste Franque, ospita attualmente il Museo Calvet (Musée Calvet), con collezioni di pitture e sculture dal XV al XX secolo.
- Il piccolo centro di Montfavet, compreso nel comune di Avignone, è conosciuto grazie al suo ospedale psichiatrico, situato sul Mont de Vergues, che ha ospitato per trent'anni la scultrice francese Camille Claudel (1864-1943).
- Un altro esempio di architettura moderna è rappresentato dalla nuova stazione ferroviaria, dell'architetto Jean-Marie Dutilleul con i due ponti ferroviari sul Rodano.Il ponte di Saint-Bénezet

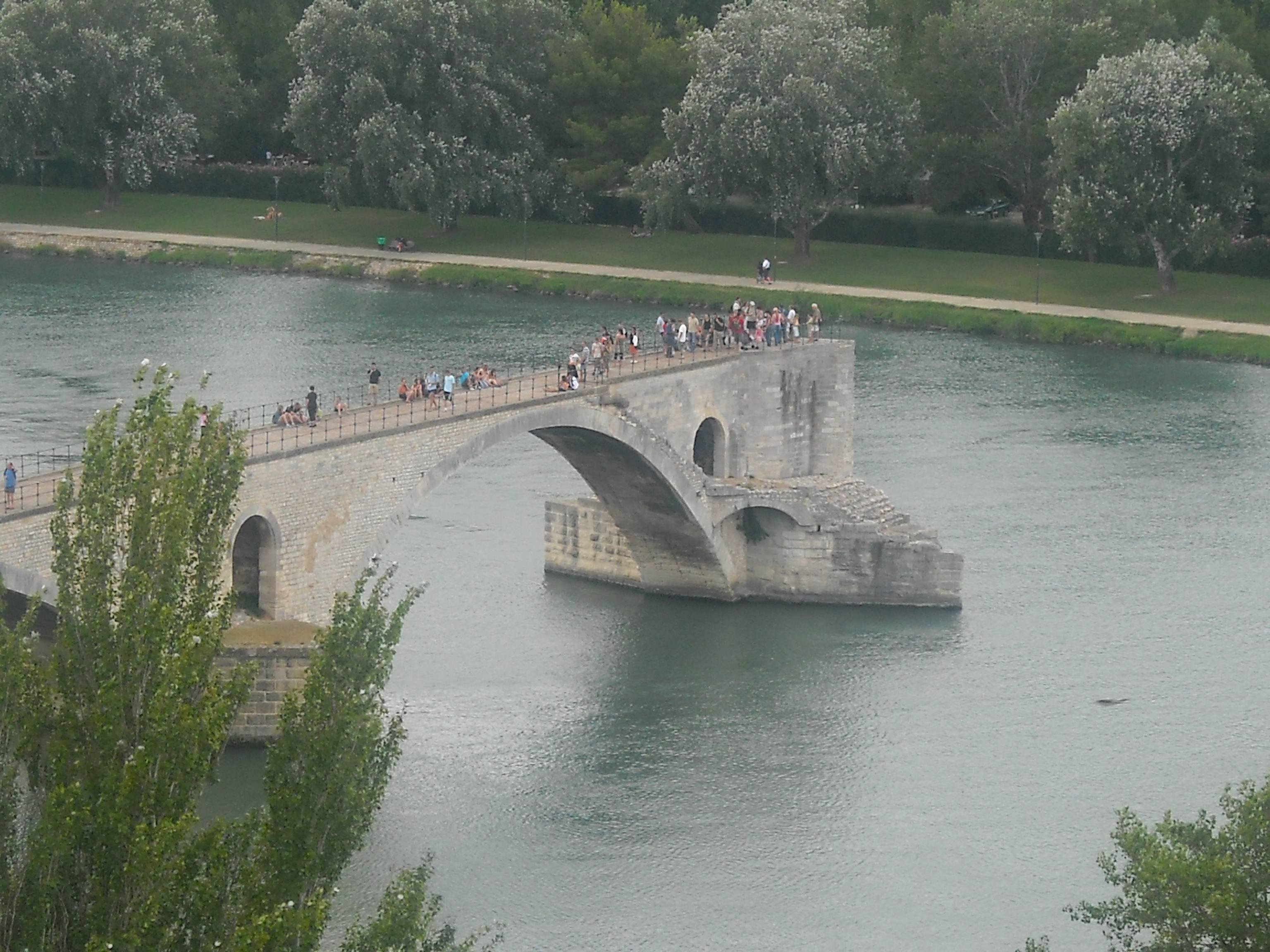
Il ponte di Saint-Bénezet

### Architetture militari

#### Mura

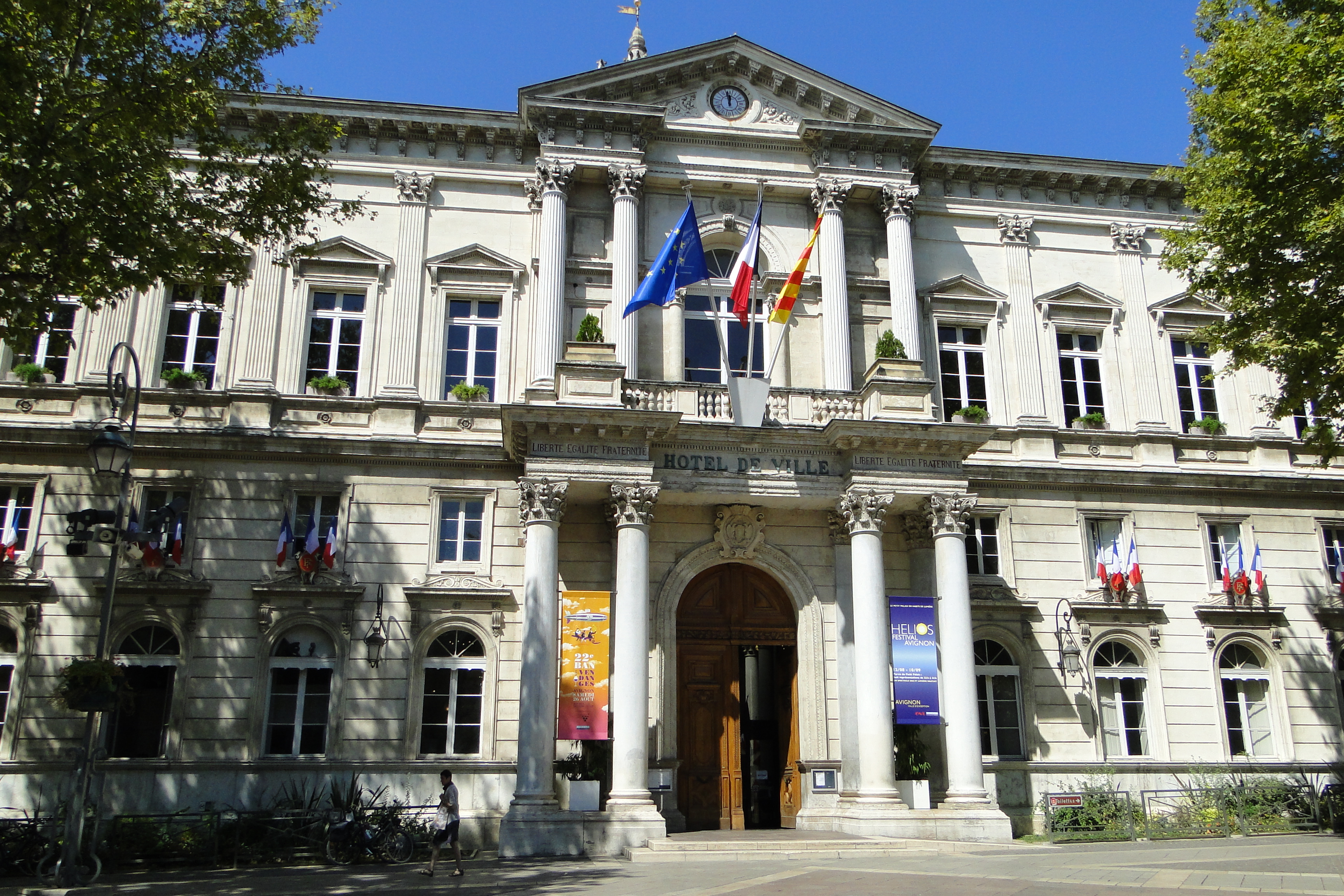
L'Hotel de Ville sulla Place de l'Horologe

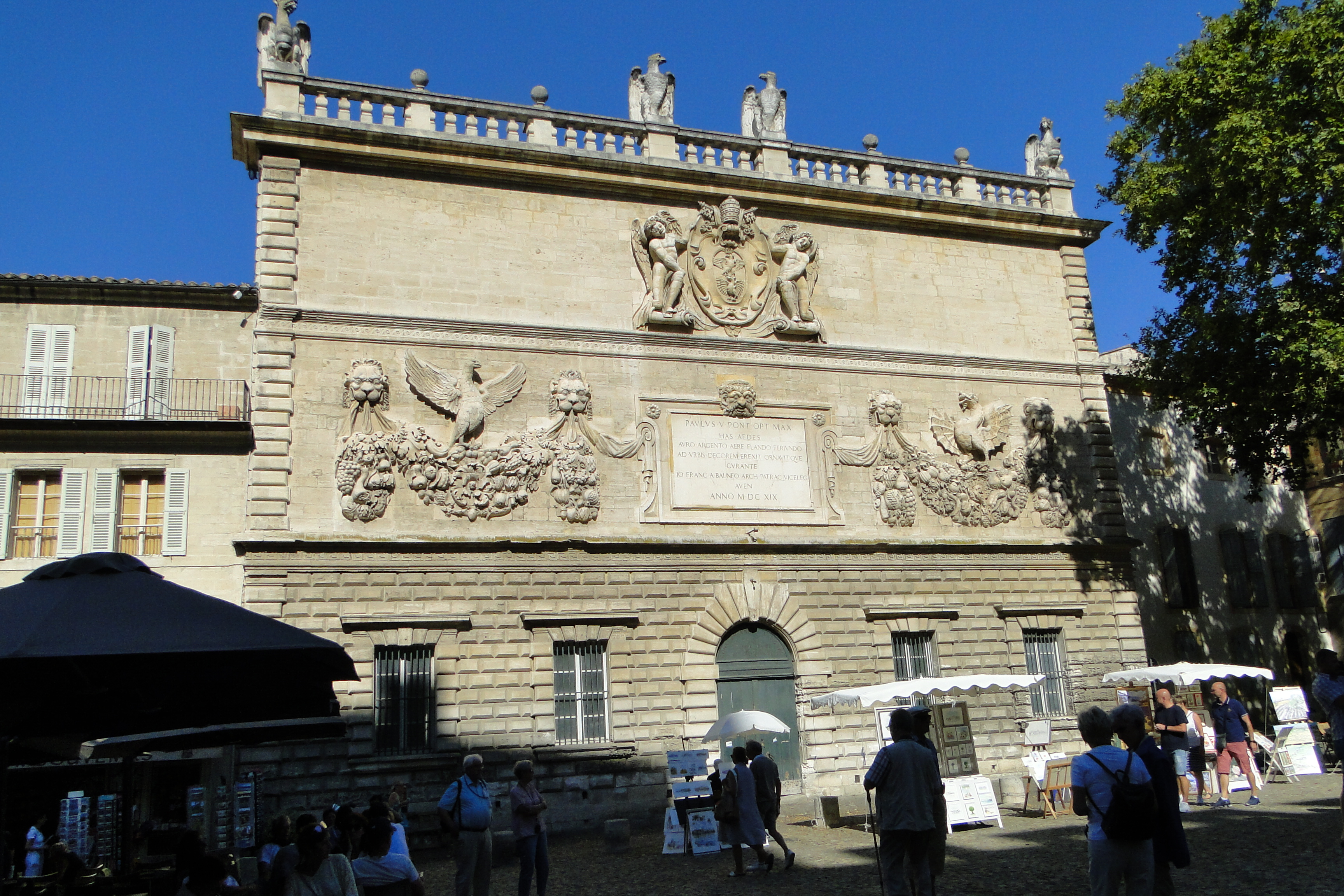
Hotel des Monnaies

La città ebbe una nuova cinta fortificata a partire dal 1356, tuttora conservata con restauri di Eugène Viollet-le-Duc nel XIX secolo per la parte meridionale.

## Cultura

### La scuola di Avignone
Si definisce con questa denominazione la pittura francese compresa tra gli inizi del XIV secolo e la fine del XV secolo, anche se alcuni critici la suddividono in due periodi distinti: il primo appartenente al Trecento e caratterizzato dalla presenza di artisti italiani; il secondo, relativo al secolo seguente, segnato dalle influenze prima dei Fiamminghi e poi nuovamente degli italiani. Gli artisti stranieri furono attratti dalla prosperità economica della Provenza e dalle iniziative della corte pontificia.
Il primo periodo iniziò con le decorazioni del Palazzo Papale volute da papa Giovanni XXII, sotto la guida di Pietro Massonier. I maggiori artefici dei lavori artistici furono Simone Martini e Matteo Giovannetti, il primo dal 1340 al 1344 si distinse per gli affreschi nella chiesa di Notre-Dame-des-Doms attraverso i quali il gusto per i pittoreschi accessori e la rappresentazione di donne e uomini vestiti dei più ricchi broccati unì felicemente gli stili della scuola senese con il gusto Gotico, mentre il secondo, nel periodo che va dal 1344 al 1367 si mise in evidenza per gli eleganti affreschi nel Palazzo Papale, dalla Sala delle Udienze alla Camera del Guardaroba, ma anche per le opere alle cappelle di San Marziale e di San Giovanni.
La figura più importante del secondo periodo fu Enguerrand Quarton (o Charonton), che si impose con pregevoli opere quali la Pietà d'Avignone (1457), frutto di un connubio fra la scuola toscana e la sua cultura pittorica di origine.

### Festival d'Avignone
Ogni anno in luglio, la città accoglie il Festival d'Avignone, durante il quale numerosi attori di teatro, ballerini e cantanti vengono a tenere spettacoli. Il festival fu iniziato da Jean Vilar nel 1948 e costituisce oggi la più importante manifestazione teatrale della Francia, comparabile in Europa al solo Festival di Edimburgo per numero di compagnie presenti e di spettatori. In origine si svolgeva nella prestigiosa Corte d'Onore del Palazzo dei Papi, ma presto gli spettacoli sono stati rappresentati anche in altri luoghi, per lo più all'interno del centro storico di Avignone, ma anche lontani quanto la Certosa di Villenuve-lez-Avignon (nel dipartimento del Gard) e le cave di Boulbon (nel dipartimento delle Bocche del Rodano).
A partire dalla fine degli anni sessanta si sono aggiunti al festival ufficiale (Festival In) decine e quindi centinaia di altre rappresentazioni e spettacoli (Festival Off). Il festival si svolge nelle ultime tre settimane di luglio e durante questo periodo la città viene totalmente trasformata e ogni luogo che possa ospitare almeno una trentina di persone viene utilizzato per qualche rappresentazione.

### Centro Internazionale dei Convegni
Il Centro Internazionale dei Convegni della città di Avignone è stato creato nel 1976, all'interno del monumentale Palazzo dei Papi, ed attualmente vi si svolgono numerose manifestazioni.

## Infrastrutture e trasporti

### Strade
La principale via d'accesso alla città è l'autostrada A7 Lione-Marsiglia. La città è attraversata in senso nord-sudest dalla RN 7, che unisce Parigi con la frontiera italiana.

### Ferrovie
Avignone è servita dalla linea ferroviaria ad alta velocità LGV Méditerranée da un'apposita stazione posta a sud del centro. La città dispone altresì di una seconda stazione ferroviaria posta lungo la linea Parigi-Marsiglia.

## Amministrazione

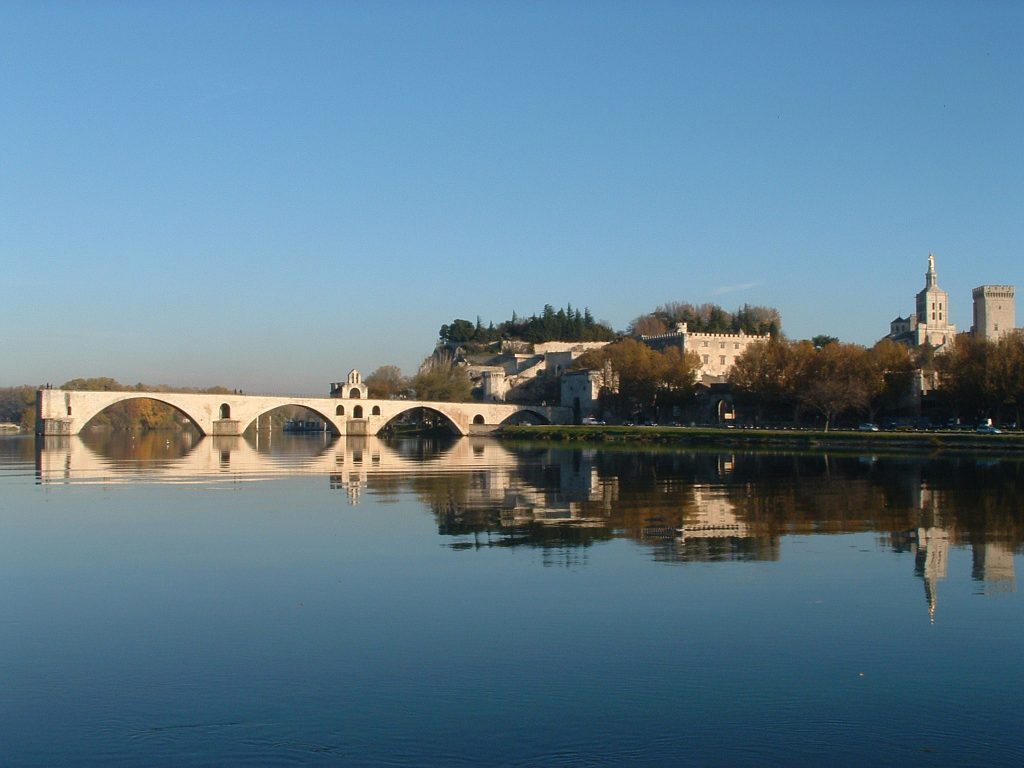
Il ponte di Avignone visto dall'isola della Barthelasse.

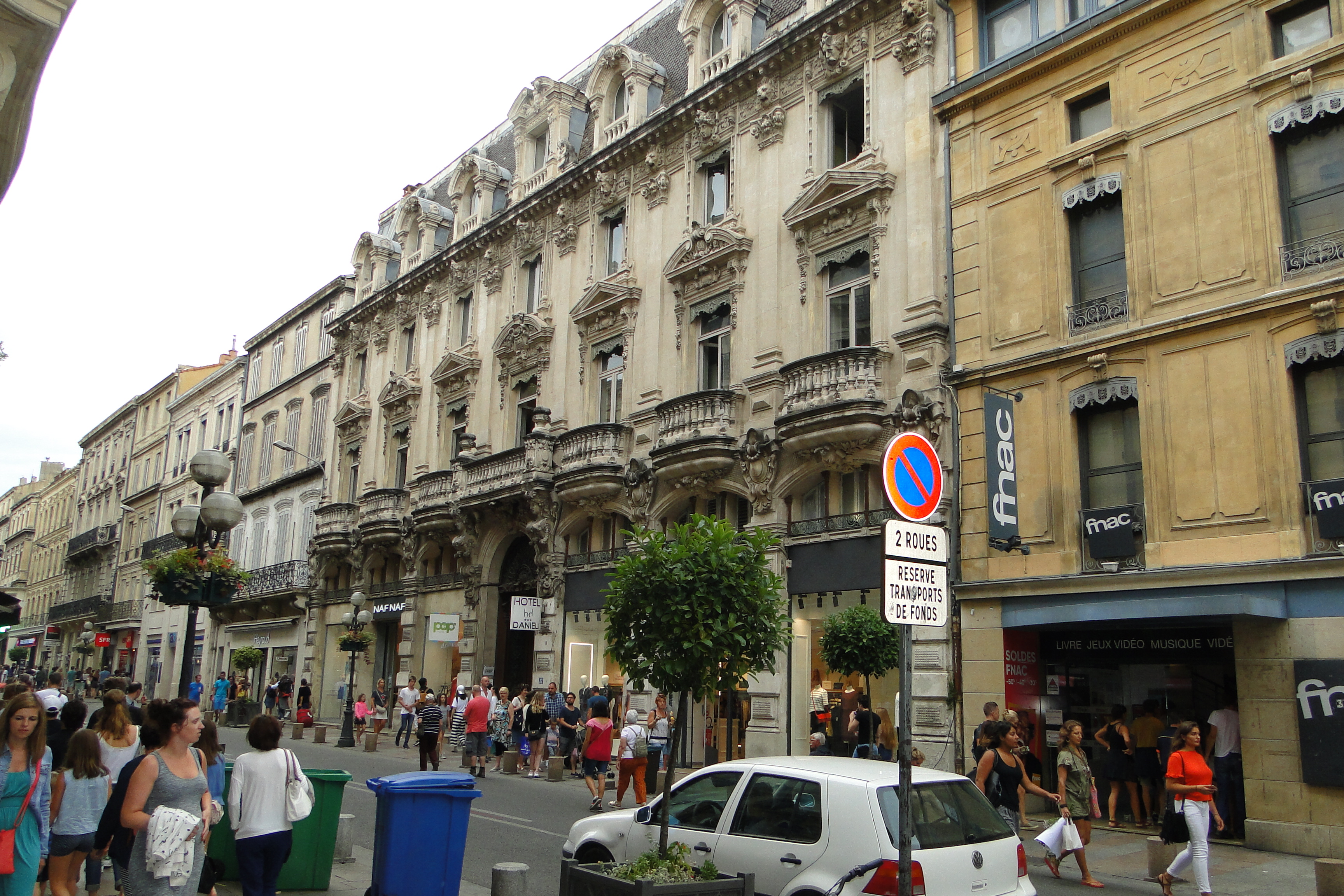
La via principale di Avignone, rue de la Republique

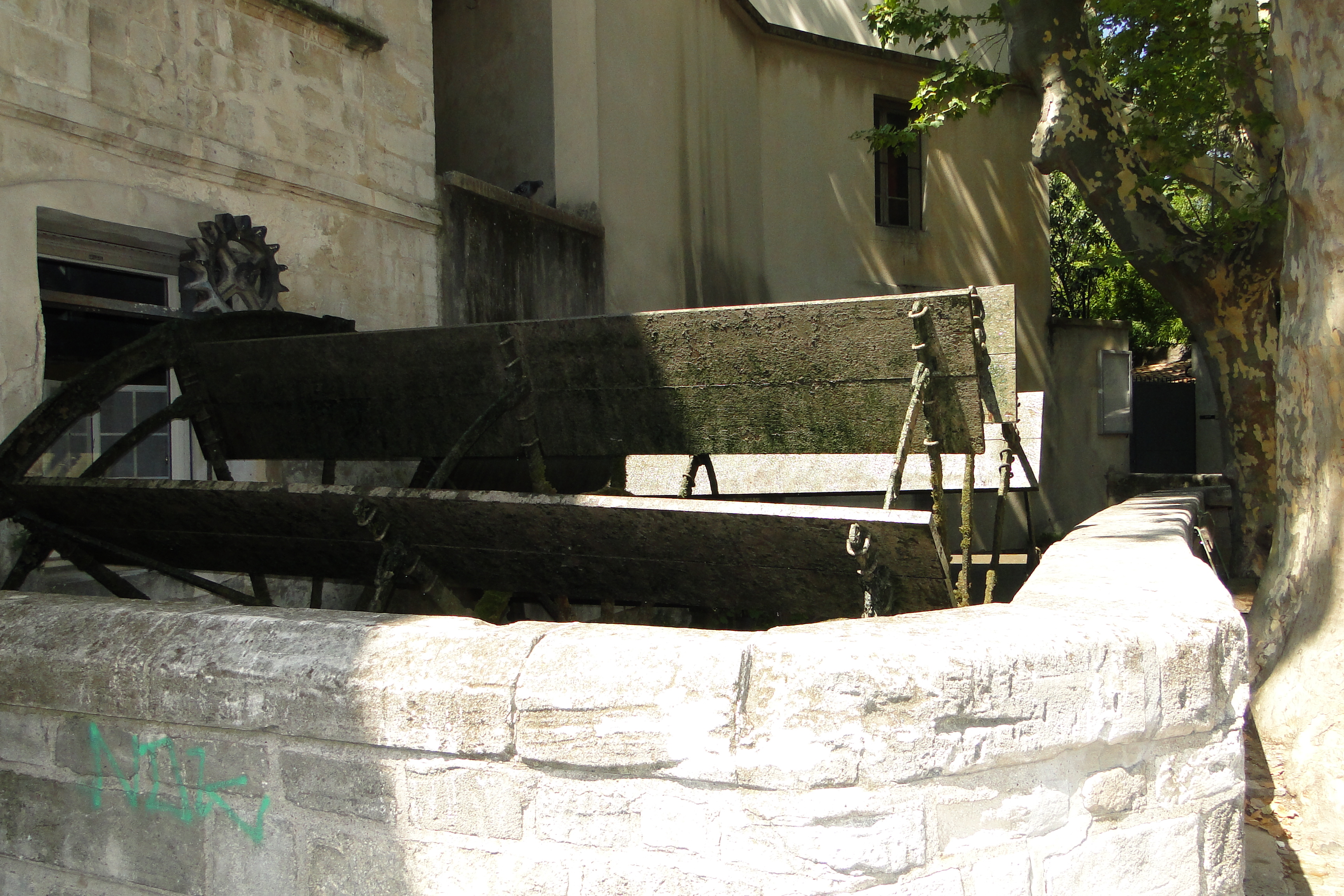
Rue des Teintures: ruota motrice azionata da un piccolo corso d'acqua

L'attuale sindaco di Avignone è Cecile Helle (PS) dal 2014. Prima di lei, gli ultimi suoi predecessori sono stati:
- 1958-1983: Henri Duffaut (PS)
- 1983-1989: Jean-Pierre Roux (UDF)
- 1989-1995: Guy Ravier (PS)
- 1995-2014: Marie-Josée Roig (UMP)

Avignone è capoluogo del dipartimento di Vaucluse, della circoscrizione (arrondissement) di Avignone e di quattro cantoni:
- il cantone di Avignone-Est (Avignon-Est) è costituito da una parte di Avignone (comprendente Montfavet) e il comune di Morières-lès-Avignon (32 228 abitanti)
- il cantone di Avignone-Nord (Avignon-Nord) è costituito da una parte di Avignone e dal comune di Pontet (33 028 abitanti);
- il cantone di Avignone-Ovest (Avignon-Ouest) è costituito da una parte di Avignone (23 118 abitanti)
- il cantone di Avignone-Sud (Avignon-Sud) è costituito da una parte di Avignone (19 690 abitanti).

Inoltre Avignone è la sede della Comunità di agglomerazione della Grande Avignone (Communauté d'agglomération du Grand Avignon), creata nel 2001 in sostituzione di una comunità di comuni che esisteva dal 1995. La comunità comprende dodici comuni (nel dipartimento di Vaucluse, nella regione di Provenza-Alpi-Costa Azzurra, oltre ad Avignone, i comuni di Caumont-sur-Durance, Jonquerettes, Morières-lès-Avignon, Le Pontet, Saint-Saturnin-lès-Avignon, Vedène e Velleron; nel dipartimento del Gard, nella regione amministrativa di Linguadoca-Rossiglione, i comuni di Les Angles, Rochefort-du-Gard, Saze e Villeneuve-lès-Avignon).

### Gemellaggi
Avignone è gemellata con:
- Colchester, dal 1972
- Diourbel, dal 1961
- Guanajuato, dal 1990
- New Haven, dal 1978
- Siena, dal 1961
- Tarragona, dal 1968[15]
- Tortosa, dal 1968
- Wetzlar, dal 1960